# الظفير

1922 م

قبيلة الظفير هي قبيلة عربية نجدية - حجازية الأصل من بني لام من طيء، فرضت سيطرتها على نجد خلال القرنين الثامن والتاسع ومعظم القرن العاشر الهجري كانت تسكن قبالة المدينة المنورة ومن بعدها ارتحلت إلى نجد ثم إلى أطراف نجد الشمالية الشرقية وبادية العراق، والكويت وشمال نفوذ الدهناء والحجرة والدبدبة في السعودية والنسبة إليهم ظفيري.

رسم تخيلي للشاعر نمر بن عدوان الظفيري

## التاريخ
الحجاز
ذكر محمد أمين البغدادي الشهير بالسويدي أن بني ظفير بطن من بني لام من عرب الحجاز، وقال الحمداني ومنازل بني ظفير الضغن مقابل المدينة المنورة.

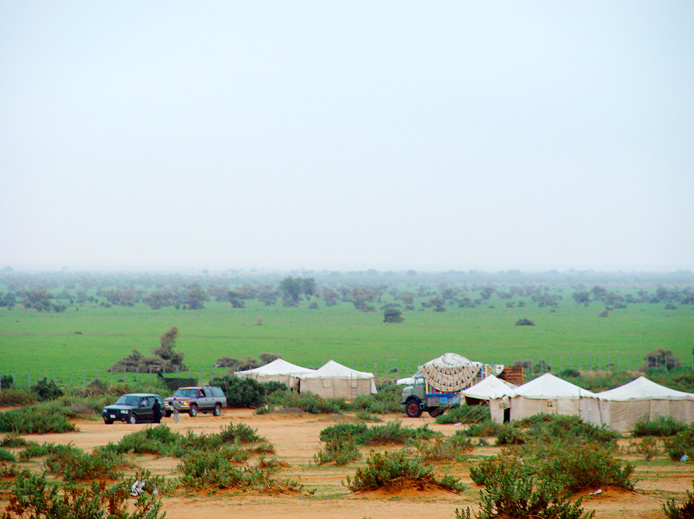
حفر الباطن من ديار قبيلة الظفير
وتقع وسط وادي الباطن وهو الحد الجنوبي لديار قبيلة الظفير وشمالة هجرة الصفيري وآبار طوال الظفير وهي آبار عميقة

## النسب
تنتمي قبيلة الظفير إلى بني لام من طيء القحطانية ولام هو «لام بن عمرو بن طريف ابن عمرو بن ثمامة بن مالك بن جدعاء بن ذهل بن رومان بن جندب بن خارجه بن سعد بن فطرة بن طيء ابن أدد بن زيد بن يشجب بن زيد بن عريب بن زيد بن يشجب بن يعرب بن قحطان».

## سبب التسمية
يعود سبب تسمية قبيلة الظفير بهذا الاسم إلى (ظفير) وهو اسم علم مذكر لجد جاهلي من بني لام من طيء كانت منازل بنيه قرب المدينة المنورة.

## النخوة والألقاب
أولاد حسن، نسبة إلى حسن أبا ذراع، وسبب تسميتهم بهذا الاسم لأن جدهم حسن ولد وفي كلتا ذراعيه طول مفرط.
لقبيلة الظفير بعض من الألقاب التي اخذت تسميتها من خلال الأحداث التي مرت بها ومنها:
- شعطان.[23]
- لقب آل سويط شيوخ الظفير وهو أهل الثلاث المعجزات [24] وهي ثلاث مواقف نادرة عن الكرم وحماية الضيف، وقد ذكرها الشاعر شباط الظفيري في إحدى قصائده:

الحثربي فكوه والجمع يردم
بمصقلات طلعت من خباها
ومره بذبحة والده ماتهضم
سويطات ساقة جارها من ضناها
كظم وجسمه عقب غيظه تحطم
يا عل روحه بالجنان مهواها
- أهل البويت ويسمى آل سويط بهذا اللقب.[25]

## الفروع
تنقسم القبيلة إلى إحدى عشر فخذ يمثل كل منه عشائر :
- السويط
- العلجانات
- القواسم، وينطقها الظفير بالجيم (الجواسم)، نخوتهم إخوان صبحا عيال طمّاح.[26]
- المعاليم
- المعادين
- الذرعان
- العريف
- العسكر
- السعيد
- بني حسين
- آل كثير

## الديار
تمتد أراضي قبيلة الظفير من نهر الفرات حتى تصل إلى وادي الباطن داخل السعودية ومن الاجزاء الشمالية والغربية للكويت إلى منطقة السلمان في جنوب غربي العراق.

## معارك وحروب

### تحرير البحرين 1782
عندما كانت البحرين تحت السيطرة الفارسية عام 1782 م، طلب حاكم البحرين في ذلك الوقت الشيخ أحمد بن محمد الخليفة من أمير الكويت المساعدة برجال وعتاد لمواجهة الخطر الفارسي وخاطب القبيلة ووافقت على إرسال مجموعة من فرسان ومقاتلي الظفير إلى البحرين وعند وصول القوات دارت معارك شديدة بما يسمى معركة الزبارة وانتهت بانتصار آل خليفة وحلفائه وتم انهاء السيطرة الفارسية.
قال الشاعر ارشيد عمار السليمي:
ومالت دواسرنا علينا وخالفوا... وصف ظفير جا من أقصى البعايد

### كون نبعة
وقعت عام 1913م بين قبائل الظفير ضد تحالف السعدون ومطير وشمر وبني مالك وانتهت بانتصار الطرف الأول.

### معركة القصير ضد الإخوان 1924
قوات الإخوان من قبيلة مطير هاجمت قبيلة الظفير في 31 أيار/مايو 1924 في منطقة القصير بالبادية الجنوبية لمملكة العراق واستطاعت قبيلة الظفير إلحاق الهزيمة في قوات الاخوان حيث قتل 72 منهم وابرزهم هايف بن شقير الدويش.

## انتقال الظفير من العراق إلى السعودية
بعد أن ظعنت قبيلة الظفير قاصدين العراق سنة 1224هـ/1808م هربًا من الدعوة الوهابية التي استفحل أمرها في ذلك الزمن، واستوطنوا بادية العراق، وكان عدد خيامهم وخدورهم نحو 4000 مضرب، وعدوا من عشائر العراق إلى سنة 1345هـ/1927م حيث توفي شيخهم حمود بن نايف بن سلطان بن سويط، فعينوا محله «عجيمي بن شهيل بن سلطان بن سويط»، شريطة أن يسعى في إنقاذهم من التكاليف والضرائب الموضوعة عليهم من الحكومة العراقية، فتعهد لهم بذلك. فلما استتب له الأمر تذاكر مع الحكومة العراقية في رفع بعض الضرائب المجحفة، فلم تستمع إليه الحكومة، فتوجه إلى مكة قاصدًا الحج، ولما وصلها اجتمع مع عبد العزيز ابن سعود ملك الحجاز وسلطان نجد، فتذاكر معه الأمر، فلبى الأمير طلبه وأقره على رئاسته وعين له راتبًا بعد أن أكرمه ببعض الهدايا وأعفى قبيلته من بعض الرسوم والتكاليف المزعجة. فلما عاد إلى من الحجاز نقل عجيمي قومه وقبيلته إلى أم رضمة حذاء الحدود العراقية، وكان معه جماعة من الإخوان ليوقفوا قومه على أمور الدين. وبعدها قام هزاع ابن مجلاد شيخ قبيلة الدهامشة باقتفاء خطة ابن سويط، ثم انضم إليهما بعض عشيرة العمارات التابعة لفهد بيك ابن هذال.

## مؤلفات وكتب
- تنوير المسير عن تاريخ الظفير سنة 1997 م - عبد الله العسكر.
- قبيله الظفير (دراسة تاريخيه لغويه مقارنه) - للمستشرق البريطاني بروس انغام.

## مصدر
1. ↑  نمر العدوان (شاعر الحب والوفاء، حياته وشعره)، روكس بن زائد العزيزي، الطبعة الثالثة-2012 ، صفحة23 - عدوان الأردن عشيرة من الظفير
2. ↑  https://twitter.com/binsuwait/status/496749914907344897، تصريح للشيخ سلطان بن سويط نائب أمير شيخ قبيلة الظفير. نسخة محفوظة 2020-11-23 على موقع واي باك مشين.
3. ↑  [https://orient-news.net/ar/news_show/180262/0/%D8%B3%D9%84%D8%B3%D9%84%D9%80%D8%A9-%D8%A7%D9%84%D9%82%D8%A8%D8%A7%D8%A6%D9%80%D9%84-%D8%A7%D9%84%D8%B3%D9%88%D8%B1%D9%8A%D9%80%D8%A9-%D9%82%D8%A8%D9%8A%D9%84%D9%80%D8%A9-%D8%A7%D9%84%D8%B9%D9%82%D9%8A%D9%80%D8%AF%D8%A7%D8%AA، قناة اورينت-ابرز عشائر سوريا. نسخة محفوظة 20 أكتوبر 2020 على موقع واي باك مشين.
4. ↑  نهاية الأرب في معرفة قبائل العرب
5. ↑  الكتاب المنتخب في ذكر قبائل العرب
6. ↑  شهاب الدين أبي العباس أحمد بن يحيى بن فضل الله العمري
7. ↑  فائز البدراني في كتابه (من اخبار القبائل في نجد) ص174
8. ↑  عبد الرزاق عبد الدراجي (1980). جعفر أبو التمن ودوره في الحركة الوطنية في العراق ١٩٠٨-١٩٤٥. دار الرشيد. ص. 156. مؤرشف من الأصل في 2023-06-27.
9. ↑  نوري خليل البرازي (1969). البداوة والاستقرار في العراق. جامعة الدول العربية، معهد البحوث والدراسات العربية. ص. 95. مؤرشف من الأصل في 2023-06-27.
10. ↑  سلطان طريخم السرحاني. جامع أنساب قبائل العرب. ص. 92. مؤرشف من الأصل في 2023-06-27.
11. ↑  نمر العدوان (شاعر الحب والوفاء، حياته وشعره)، روكس بن زائد العزيزي، الطبعة الثالثة-2012 ، صفحة 23
12. ↑  من أعلام صحراء العرب(رواية حفيد نمر بن عدوان) ،الكتاب لخلف بن حديد آل مبارك ، صفحة 99
13. ↑  سبائك الذهب في معرفة قبائل العرب، الصفحة 255
14. ↑  العلاقات العراقية-السعودية، ١٩٢٠-١٩٣١ صادق حسن السوداني،صفحة 93.
15. ↑  تنوير المسير عن تاريخ الظفير صفحة 34 للمؤلف عبد الله العسكر
16. ↑  صالح محمد العطني (مدير أحوال حفر الباطن) في لقاء بمجلة اليقظه عام 1987.
17. ↑  تنوير المسير عن تاريخ الظفير صفحة 15 للمؤلف عبد الله العسكر
18. ↑  المقتضب من كتاب جمهرة النسب لياقوت الحموي تحقيق الدكتور ناجي حسن
19. ↑  قاموس تراجم الاعلام خير الدين الزركلي.
20. ↑  عبد الله بن علي الظفيري، تنوير المسير عن تاريخ الظفير، ص 134 نسخة محفوظة 15 يناير 2021 على موقع واي باك مشين.
21. 1 2  [كتاب الذكريات الخالدة ]،شباط بن عبدالرحمن الظفيري.
22. ↑  [تنوير المسير عن تاريخ الظفير-عبدالله العسكر]،صفحة 224.
23. ↑  الصحراء العربية: ثقافتها وشعرها عبر العصور، قراءه انثروبولوجية للكاتب سعد العبدالله ، صفحة 364.
24. ↑  [كتاب حكايات من تراث البادية]،طلال عثمان السعيد.
25. ↑  [المستودع والمستحضر في اسباب النزاع بين مبارك آل صباح ويوسف آل ابراهيم، 1313- 1323 ه‍ /1896-1906 م،صفحة 54.
26. ↑  عبد الله بن محمد بن عايض الزهراني (1998). تاريخ القضاء والقضاة في العهد السعودي، ٤٤٣١ ھ-٦١٤١ ھ. ص. 167. مؤرشف من الأصل في 2023-11-17.
27. ↑  راشد بن فاضل آل بن علي(مجموع الفضائل في فن النسب وتاريخ القبائل)
ص59-61، ط2 + مسوّدة المخطوط ق23-22
28. ↑  كتاب مجموعة الفضائل في فن النسب وتاريخ القبائل (قبيلة آل بن علي) سليم والمعاضيد- تحقيق الدكتور حسن بن محمد بن علي آل ثاني- الطبعة الثانية قطر 2007- صفحة 214
29. ↑  ، كتاب The Arab War للباحثة الانجليزية غيرترود بيل .
30. ↑  تحفة المشتاق في أخبار نجد والحجاز والعراق، عبدالله بن محمد البسام، تحقيق إبراهيم الخالدي، حوادث سنة 1342 هـ، ص:324.
31. ↑  خزانة تواريخ المنتفق. الطبعة الأولى. نشر الكتروني:1443هـ/2022م. صفحة:40